# Караагаш (Астраханская область)
Караагаш (кар. Кара агаш - Чёрное дерево) — посёлок в Наримановском районе Астраханской области России. В составе Ахматовского сельсовета. Входит в Астраханскую агломерацию. Население 263 человек (2014).

## История
В 1969 г. Указом Президиума ВС РСФСР посёлок подсобного хозяйства зооветеринарного техникума переименован в Караагаш.

## География
Караагаш расположен в юго-западной части Прикаспийской низменности на правом берегу реки Волги. Абсолютная высота 24 метров ниже уровня моря.
Уличная сеть
состоит из десяти географических объектов:
- Переулки: Весенний пер., Лесной пер., Летний пер.
- Улицы: ул. Волжская, ул. Лесная, ул. Мирная, ул. Новая, ул. Огородная, ул. Победы, ул. Школьная

## Население
| 2002 | 2010 | 2013 | 2014 |
| ---- | ---- | ---- | ---- |
| 282  | ↘239 | ↗261 | ↗263 |

Национальный и гендерный состав
По данным Всероссийской переписи в 2010 году, численность населения составляла 239 человек (120 мужчин и 119 женщин, 50,2 и 49,8 %% соответственно).
| Национальность | Численность | Процент |
| -------------- | ----------- | ------- |
| Татары         | 97          | 34,04%  |
| Русские        | 88          | 30,88%  |
| Казахи         | 72          | 25,26%  |
| Ногайцы        | 17          | 5,96%   |
| Карелы         | 6           | 2,11%   |
| Табасараны     | 5           | 1,75%   |
| Всего          | 285         | 100%    |

| Национальность | Численность (2010) | Процент |
| -------------- | ------------------ | ------- |
| Русские        | 91                 | 38,2%   |
| Казахи         | 54                 | 22,7%   |
| Татары         | 51                 | 21,4%   |
| Ногайцы        | 36                 | 15,1%   |
| Табасараны     | 6                  | 2,5%    |
| Всего          | 238                | 100%    |

## Инфраструктура
Нет данных

## Транспорт
Пригородный речной транспорт Астрахани